# Momo alla conquista del tempo
Momo alla conquista del tempo è un film d'animazione del 2001 diretto da Enzo D'Alò.
Il soggetto è un adattamento del romanzo Momo di Michael Ende. Nel 2003, ne è stata tratta una serie animata tedesca di 26 episodi intitolata Momo, tuttora inedita in Italia.

## Trama
Momo è una bambina orfana che si ritrova in una cittadina dove fa amicizia con un anziano signore, Beppo, che le vuole bene come se fosse una dolce nipotina, e con Gigi, un bambino che si innamora subito di lei. Momo conosce anche altri compagni di gioco: Enzo, Bruno, Livia e il piccolo Chicco, che le creano una casa in un antico anfiteatro, e la tartaruga Cassiopea che ha raccolto per strada. Finché un giorno arrivano in città i misteriosi Signori Grigi che convincono le persone, come ad esempio l'ingenuo barbiere Osvaldo Fusi, che non gli rimane molto tempo da vivere. I Signori Grigi sono in realtà esseri sovrannaturali, che rubano il tempo dedicato allo svago immagazzinandolo quindi nella loro speciale "Banca del tempo", unico modo che essi hanno per poter sopravvivere.
Un Signore Grigio cerca di corrompere la piccola Momo con una bambola molto bella, chiedendole per essa sempre di più, ma la bambina riesce ad intenerire il cuore di lui, umanizzandolo; questi, in un pianto disperato, rivela il vero intento dei Signori Grigi, aggiungendo che sentono sempre freddo e che non sanno cosa sia il calore del cuore. Momo allora decide di contattare subito i suoi amici, che a loro volta tentano di avvisare i genitori di stare alla larga dai Signori Grigi, ma ormai è troppo tardi. Una volta riuniti in assemblea, il capo dei Signori Grigi dà l'ordine di catturare Momo, la quale riesce però a fuggire dalle loro grinfie grazie alla sua tartaruga, che la conduce in un posto magico. Momo viene accolta nella dimora di Mastro Hora, colui che gestisce il tempo assistito dai suoi due fedeli aiutanti, Tempo di giorno e Tempo di Notte, sotto le sembianze di un gallo e una civetta.
Mastro Hora svela a Momo la vera natura dei Signori Grigi e il luogo segreto dove vive il tempo. Qui la bimba ascolta la Musica della Luce, una canzone che può rompere l'incantesimo dei Signori Grigi e liberare così tutti quanti, ma il saggio Mastro Hora dice alla piccola che ci vuole tempo affinché lei interiorizzi la musica, deve dormirci su, come i semi che aspettano un anno prima di germogliare. Momo si mette quindi a dormire, ma intanto sulla Terra la tranquilla cittadina si è trasformata in una metropoli frenetica e senz'anima. Il povero Beppo, distrutto per la scomparsa della bambina, è stato arrestato e ricoverato in un manicomio in quanto nessuno ha voluto credere al suo racconto della storia dei Signori Grigi ed è stato perciò creduto pazzo, mentre Gigi, che è stato assunto alla televisione, viene minacciato di licenziamento nel caso in cui continui a cercare Momo.
Con Mastro Hora rimasto a svegliare la piccina, ormai la cittadina sembra perduta. C'è però un modo per salvarla: egli può fermare il tempo semplicemente addormentandosi, ma solo per un'ora. I Signori Grigi rubano le ore agli uomini e le tramutano in sigari che devono fumare continuamente, per evitare di scomparire; se si ferma il tempo, non possono più rubare ore e finiranno per dissolversi tutti. Il problema è che i diabolici esseri hanno una riserva di sigari nella loro sede per sopravvivere durante il sonno di Hora; Momo dovrebbe quindi riuscire a tenerli lontani dal deposito il tempo necessario. La piccola affronta la difficile sfida, affiancata dalla tartaruga Cassiopea, e riesce con la purezza d'animo e la gentilezza a sconfiggere i ladri di tempo. La cittadina ritorna a essere quella di un tempo e la dolce Momo può finalmente riabbracciare Beppo, Gigi e tutti i suoi amici. Per festeggiare, Gigi e Momo ballano nell'anfiteatro davanti alla gente della città.

## Colonna sonora
La colonna sonora, che comprende tredici tracce, è scritta e interpretata da Gianna Nannini, autrice anche dei testi insieme a Isabella Santacroce.

## Riconoscimenti
- Nastri d'argento 2002
  - migliore canzone originale a Gianna Nannini
  -  Nomination Migliore sceneggiatura a Enzo D'Alò e Umberto Marino
- Festival internazionale del film d'animazione di Annecy - 2002
  - Nomination miglior lungometraggio a Enzo D'Alò